# I'mダチ公
『I'mダチ公』（アイムダチこう）は、原作：積木爆（立原あゆみ）、作画：木村知夫による日本の漫画作品。『週刊少年チャンピオン』（秋田書店）にて、1994年17号から25号まで連載された。単行本は全1巻。全8話。
1985年に『週刊少年チャンピオン』に掲載された『Let'sダチ公』（以下「前作」）の続編である。本シリーズの続編として、2006年に『別冊漫画ゴラク』（日本文芸社）にて掲載された『新Let'sダチ公 極道大学金時計』がある。また『週刊少年チャンピオン』創刊40周年企画として、同誌の2009年41号に読み切り作品が掲載された。

## 概要
高校生の年男と勇作が、高校の番長グループをまとめあげ、母校のために戦う不良漫画（ヤンキー漫画）。前作のキャラクターは1人登場する。
タイトルにも含まれる単語「ダチ」(後述)が、重要なキーワードとしてセリフの随所に出てくる。本項でもダチを使用する。作品内の時代は1994年（平成6年）である。

## あらすじ
『Let'sダチ公』から5年数ヶ月後の海西(かいせい)高校。前作の主人公、秋葉瞬が臨時教師として赴任してきた。瞬に触発された学生たちが、竹林(ちくりん)学園から母校を守るため、番として立ち上がる。

## 用語
ダチ
不良言葉で友達の意であるが、本作では一般的な友達の意を超えた、強固な人間の絆を表す言葉として使用される。
「ダチ」を含む代表的なセリフ
「タイマンはったらダチ!」
初出は第2話の瞬より。主人公の初使用は、第4話の年男より。単行本の裏表紙のアオリ文にも使用されている。タイマンをはった者は、たとえ敵でも以後ダチとして扱う。勇作によると、「タイマンの礼儀」であり、「相手に贈る」ものだという。またタイマンについては、瞬によると、「ケンカの(人)数が合わないものは『戦争』という。しかし1対1のタイマンならば、それはスポーツである」とのことである。

## 登場人物
高校ごとに記述する。

### 私立海西学園高等学校
主人公2人と教師以降は、登場順に記述。名称が不明の人物は外見で呼称。
年男（としお）
2人の主人公のうちの1人。2年生。顔や髪型は、前作の作田良樹を髣髴とさせる凛々しく整った顔立ちだが、かなり小柄で幼く見え、等身も低い。
初登場時に累進課税たち3人にカツアゲされていたが、瞬の指導でタイマンをはって勝利し、以後は自信をつけ、愛校心に目覚め、番長となる。顔つきも厳格になり、顔には常に止血テープが貼ってある状態になる。得意技は連続頭突き。
勇作（ゆうさく）
2人の主人公のうちの1人。2年生。切れ長の眼に高身長、大人びた顔立ち。年男の親友。年男のことは「年(とし)」と呼び、2人のときはタメ口だが、戦闘時などには番長と呼び、丁寧語に変化する。
いつも年男とともに行動しており、初登場時には年男と一緒にカツアゲされていた。年男が番長になってからは副番になり、竹林高校来襲の際にタイマンを買って出た。
対戦相手をことごとく一撃で倒しており、自ら「一発勇作」と名乗る。夜はコンビニでバイトしている。
秋葉 瞬（あきば しゅん）
前作の主人公の1人。冒頭で、非常勤教師として赴任してくる。
顔立ちは大人らしくなったが、髪型とソリコミと眉毛は健在(ただし髪の長さは短く収めている)。白いダブルのスーツに身を包み、ポケットに手を突っ込んで悠々と歩く。在学中に世話になった教師がまだ在籍しており、瞬の事を覚えていた。札付きの問題児ばかりを集めた学級(年男たちのクラス)を担任することになり、生徒にタイマンで番長を決定させるなどの型破りな教育指導を行う。
彼が学生時代を回顧するシーンには、前作のキャラクター(特に作田良樹)が頻繁に描かれる。
月星（つきぼし）
年男と同じクラス。番長格。大変な巨体で裸ガクラン。モヒカンヘアーで、側頭部には矢印型のソリコミを入れている。左胸に月、右胸に星の刺青がある。唇が厚い。屋外でも裸足で生活している。
年男のことは、「クラスで一番弱い」と侮っていた。しかし瞬の指導で年男とタイマンをはり、倒され、番長の座を年男に譲る。以後は年男とともに戦って行く。
金髪
年男と同じクラス。一番前の席に座っている。全登場人物中、最も背が低く描かれる。ずんぐりした体形。髪型は金髪のオールバック。状況にいちいち反応する、本作における「驚き役」。
累進課税（るいしんかぜい）
年男と同じクラス。冒頭で竹林高校にカツアゲされていた3人のうちの1人。額が非常に広く、体格も太めで、力士のような容貌。瞬の指導で年男とタイマンさせられる(主人公が本作中初めてタイマンした相手である)。年男へのカツアゲの脅し文句で累進課税という単語を使っていたことから、瞬に「累進課税」というあだ名を付けられる。
おかっぱ
年男と同じクラス。冒頭で竹林高校にカツアゲされていた3人のうちの1人。やや太っており、髪型は前髪と襟足を切りそろえたおかっぱである。不良とは思えない大人しそうな容貌であるが、なめていた年男に対してはカツアゲを行っていた。
パーマ
年男と同じクラス。冒頭で竹林高校にカツアゲされていた3人のうちの1人。面長で痩せており、パーマをかけている。前述の2人とともに描かれるモブキャラクター。

### 竹林学園
主人公の敵となる、不良の巣窟と化している高校。校舎は著しく荒廃しており、ほとんどの学生は退廃的なファッションである。ヤクザとも繋がりがある。名称不詳の人物は外見で呼称する。
影島
手下2人とともに海西に殴り込んだ。海西と竹林の抗争のきっかけになった人物。竹林学園の中では雑魚の部類である。タイマンで勇作に破れ、手下2人も制裁を受け、門外に放り出される。竹林には珍しく普通の学生服を着用しており、顔つきも比較的常人である。
親衛隊C班
年男たちを倒すために派遣された部隊。全員、白い特攻服を着用。
ボンデージ
上着の下に、黒革のボンデージ(拘束衣)を素肌に直接着用。白髪で、目つきも顔つきも正気の人間には見えない。武器は鞭。勇作に倒される。
ドクター
手術キャップを着けている。上着の下には普通の学生服を着ている。武器はナイフ。年男にビビらされ、戦意喪失。
スキンヘッド
3人の中では一番の下っ端のようである。丸メガネを着用。痩身。髪型はスキンヘッド。上半身にサラシを捲いている。タイマンで勇作に敗れる。
副番
大変な巨体。全身に筋肉が付いており、Tシャツやズボンが張り詰めている。髪型は河童スタイル。
総番
竹林高校の頂点に立つ存在。手下から指令内容が伝令されるシーンのみで、本人は声すらも描かれない。

## 単行本
1. ISBN 4-253-04244-9 1994年8月20日発売